# Pseudoscabiosa limonifolia
Pseudoscabiosa limonifolia är en tvåhjärtbladig växtart som först beskrevs av Vahl, och fick sitt nu gällande namn av J.A. Devesa. Pseudoscabiosa limonifolia ingår i släktet Pseudoscabiosa och familjen Dipsacaceae. Inga underarter finns listade i Catalogue of Life.

## Bildgalleri

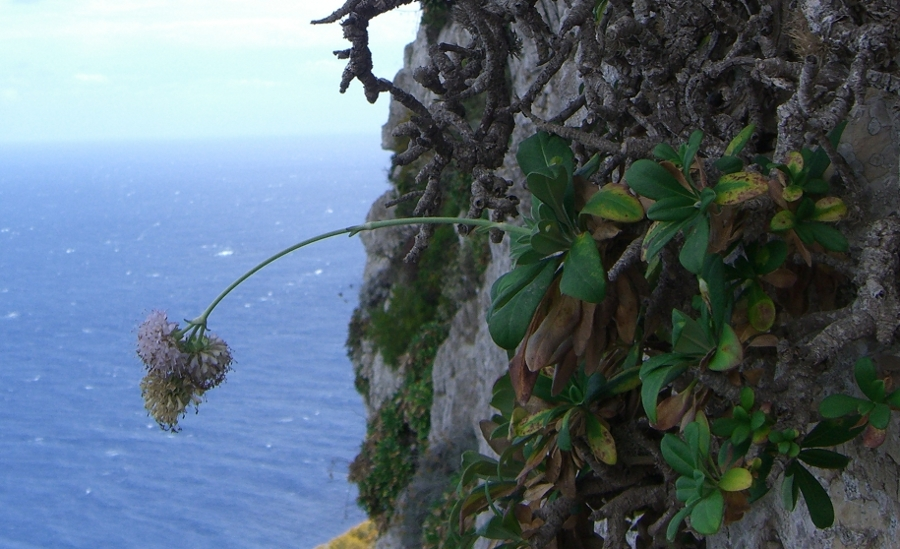
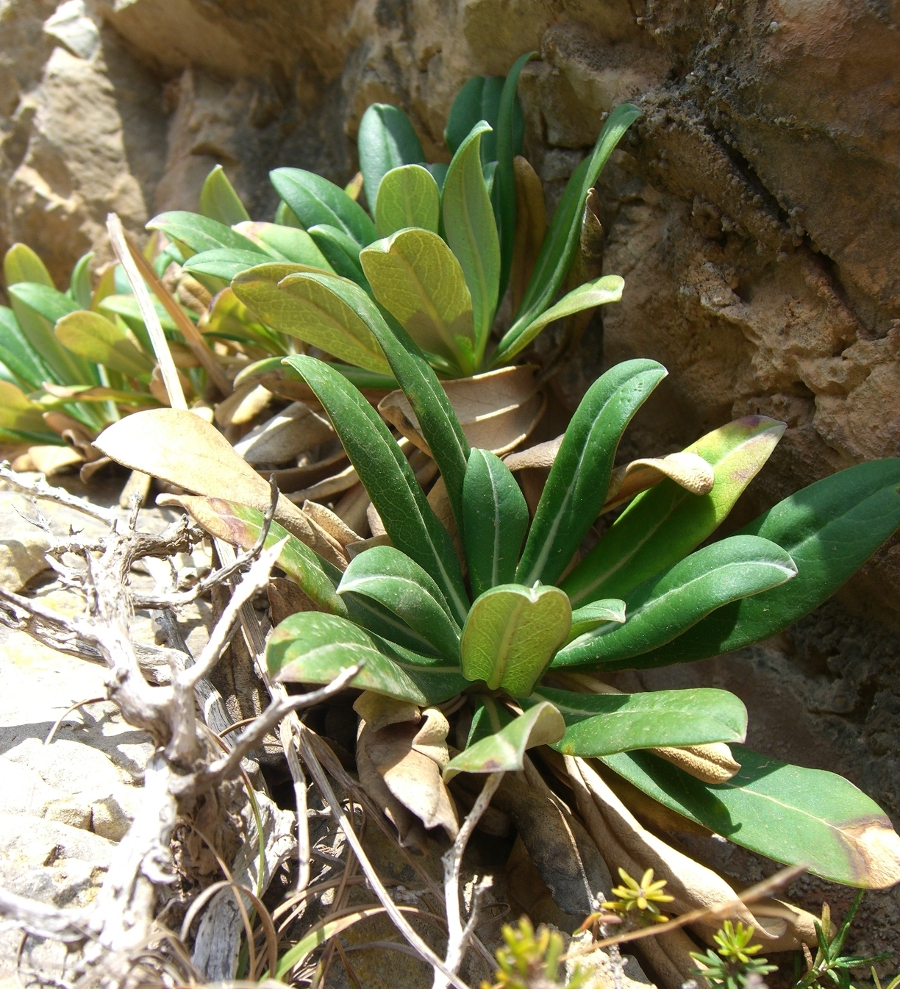